# Sonnentempler

Templerkreuz der rituellen Kultgewänder der Sonnentempler

Die Sonnentempler (französisch: Ordre du Temple Solaire (O.T.S.)) waren eine fanatisch weltablehnende, international aktive Geheimgesellschaft in der zweiten Hälfte des 20. Jahrhunderts. Sie verstanden sich als moderner Rosenkreuzer-Orden und bezogen sich auf die Tempelritter. Die Sonnentempler sorgten als apokalyptisch ausgerichtete Sekte weltweit für Aufsehen, als 74 Mitglieder bei vier kollektiven rituellen Mord- und Suizid-Handlungen in den Jahren 1994, 1995 und 1997 ums Leben kamen. „Die Sonnentempler“ wurden unter dem offiziellen Namen Ordre International Chevaleresque De Tradition Solaire von Joseph Di Mambro und Luc Jouret gegründet.

## Geschichte
Der „Orden des Sonnentempels“ (Ordre du Temple Solaire) wurde von Joseph Di Mambro, der von 1956 bis mindestens 1968 dem AMORC angehörte, und Luc Jouret (1947–1994) gegründet und wird zu den Ablegern oder Abspaltungen des AMORC gezählt. Im System des AMORC finden sich keine Entsprechungen zu den apokalyptischen Sonderlehren und Radikalisierungen der Sonnentempler.

### Gründung, Konsolidierung
Obwohl der „Orden des Sonnentempels“ formal erst 1984 unter dem offiziellen Namen Ordre International Chevaleresque De Tradition Solaire begründet wurde, verliert sich seine Geschichte – wie die Biografien seiner Gründer – in einem komplexen Geflecht aus mystischen Tempeltraditionen, synkretistischer Esoterik und sich in diesem Umfeld bewegender Clubs und Orden. Di Mambro kam aus der französischen Neutempler-Szene, in der es bereits seit 1952 einen „Ordre Souverain Du Temple Solaire“ (Souveränen Orden der Sonnentempler) und seit 1970 einen „Ordre Rénové Du Temple“ (Erneuerter Templerorden) gab. In den 1960er-Jahren nahm Di Mambro Kontakt zu Jacques Breyer auf, der 1952 eine Neugründung des mittelalterlichen Templerordens versuchte.
1971 wurde Di Mambro in Nîmes wegen Betrugs angeklagt, weshalb er nach Annemasse umzog, wo er 1973 ein „kulturelles Zentrum für Entspannung“ und eine Yoga-Schule betrieb. Dort gewann er seine ersten Anhänger, mit denen er in Collonges-sous-Salève ein Pyramide genanntes Haus erwarb, worin am 24. Juni 1976 der „Tempel der Grossen Weissen Universellen Loge“ (Unter-Loge Pyramide) gegründet wurde.

#### Gründung der „Golden Way Foundation“
Am 12. Juli 1978 wurde im nahen Genf zusätzlich die Stiftung „Golden Way Foundation“ gegründet, welche die Aktivitäten der Gemeinschaft unter verschiedenen Namen koordinierte und der ab 1981 der Dirigent Michel Tabachnik, der den Kultführer Di Mambro seit 1977 kannte, als Präsident vorstand. Anfangs traf man sich zu kulturellen Anlässen und spirituellen Vorträgen. Der O.T.S. soll in dieser Phase 800 Mitglieder vor allem in Frankreich und der französischsprachigen Schweiz gehabt haben.

## Geheimbündelei und Templerbezug
Die Organisationsstruktur der als Geheimbund organisierten Sonnentempler kannte eine äußere und eine innere Schule: In der äußeren Gruppe wurden Interessenten für die innere esoterische Gemeinschaft selektiert, zu welcher nur ein auserlesener Kreis zugelassen wurde. Nur diese innere Kerngruppe durfte in separaten Kulträumen an den Ritualen Di Mambros teilnehmen, die esoterischen Logen Frankreichs nachempfunden waren. Bei diesen ritualmagischen Séancen inszenierte Di Mambro Manifestationen höherer Wesenheiten mithilfe einer ausgeklügelten Tricktechnik. Er legitimierte seine Praktiken mit Verweis darauf, angeblich auf Geheiß „Unbekannter Oberer“ Meister in Zürich zu handeln, die nur zu ihm Kontakt halten könnten. Der 1982 beigetretene belgische homöopathische Arzt Luc Jouret übernahm das Marketing und die Leitung der äußeren Gemeinschaft. Die Sektenmitglieder verstanden sich als moderner Rosenkreuzer-Orden und waren davon überzeugt, inkarnierte Rosenkreuzer zu sein, die das Werk ihrer Vorgänger vollenden müssten. Die Sonnentempler beriefen sich auf den 1119 gegründeten Templerorden, dem sie besondere Kräfte und ein Geheimwissen beimaßen, das ihnen auf okkultem Wege zuteilgeworden sei. 1314 wurden 54 Templer in Frankreich unter König Philipp dem Schönen als Ketzer verbrannt. Ideale sind Treue, Gehorsam und strikte Geheimhaltung. Die Sonnentempler blieben lange Zeit hindurch unauffällig und wurden in der Öffentlichkeit nicht wahrgenommen.

### Übernahme des „Ordre Rénové du Temple“ und Expansion
Der zweite Chef der Sonnentempler-Sekte, Luc Jouret, übernahm 1983 die Macht im vom französischen AMORC-Grossmeister Raymond Bernard mitbegründeten Neo-Templer-Orden „Ordre Rénové du Temple“ (ORT), nachdem dessen Leiter Julien Origas verstorben war. Jouret wandelte den pseudotemplerischen ORT in eine strikt auf ihn ausgerichtete rosenkreuzerische Geheimloge um, dessen Lehre ein Potpourri aus allen möglichen esoterischen, religiösen und okkulten Quellen war und besonders aus der theosophischen und rosenkreuzerischen Richtung gespeist wurde. Offiziell trat der ORT wie andere New-Age-Organisationen für das „Wassermannzeitalter“ ein und predigte Nächstenliebe, die Werte des „wahren“ Christentums und Umweltschutz. Intern wurden die Mitglieder jedoch stufenweise mit einer „Geheimlehre“ konfrontiert, die ein Licht- und Kraftmenschentum als Schulungsziel propagierte und die die Große weiße Loge des Sirius, die Sieben Wesenheiten der großen Pyramide von Gizeh und die Diener des Rosenkreuzes thematisierte. Jouret wurde Großmeister des ORT und brachte dessen Mitglieder in den Sonnentempler-Orden ein. Durch diese Fusion schloss sich auch eine Anhängergruppe in Québec, Kanada, an. Damit erhielten die Sonnentempler ein Standbein in Amerika. Der Orden weitete seine Tätigkeit aus, vor allem in Frankreich, der Schweiz und Kanada, aber auch in Belgien, Luxemburg und Australien. 1989 erreichte die Expansion der Sonnentempler mit 442 Mitgliedern ihren Höhepunkt: 187 in Frankreich, 90 in der Schweiz, 86 in Kanada, 53 in Martinique, 16 in den USA und 10 in Spanien. Diese stammten in der Regel aus Kreisen der gehobenen Mittelschicht, waren Ärzte, Techniker oder Künstler, in einigen Fällen äußerst wohlhabend.

### Finanzielle Ausbeutung religiöser Motive
In ihrem Idealismus folgten die Mitglieder kritiklos den fixen Weltflucht- und Rettungsvisionen ihrer Führer und traten neben ihrer Entscheidungsfreiheit auch ihr Geld und Vermögen an die beiden Gurus ab, die einen luxuriösen Lebensstil pflegten. Es flossen auch unbekannte Summen in noch nicht völlig aufgedeckte Sonnentempler-Aktivitäten. Die starke finanzielle Ausbeutung der Mitglieder wurde u. a. damit begründet, dass sie zu den als ausreichend angesehenen „100 ausgewählten Familien“ gehören würden, die in besonderen Enklaven (Landgütern in Frankreich, Kanada oder Mauritius) den erwarteten Weltuntergang überstehen würden, um das Überleben der Menschheit sicherzustellen. Auch nach den apokalyptischen Ritualmorden der Sekte fanden sich Gönner, die dem Orden über 20 Millionen Franken überwiesen haben sollen. Der Regelbeitrag betrug wöchentlich 200 Franken. Es galt die Devise: Je reicher und spendenfreudiger, desto höher der Rang in der Ordenshierarchie. Diese Hierarchie wurde absolutistisch von Di Mambro und Jouret beherrscht. Wer weniger zahlen konnte, brachte mehr Arbeitsleistung ein. Luc Jouret und Joseph Di Mambro betrieben einen umfangreichen Handel mit internationalen Immobilien, die oft billig gekauft und über Wert verkauft wurden.

### Ernährung und Heilslehre
Die Sonnentempler waren Vegetarier, ernährten sich ausschließlich mit biologisch erzeugten Nahrungsmitteln, galten als kultiviert und sehr sanftmütig. Die Kultmitglieder fassten die Schöpfung ganzheitlich auf und sahen auch in den Steinen, Pflanzen und Tieren das Göttliche. Sie versuchten die kosmischen Gesetze und Lebensprinzipien zu erkennen und danach zu leben. Gnade und Bescheidenheit waren die zentralen Anliegen ihrer Heilslehre.
Bewusstseinskontrolle
Di Mambro benutzte für Beweiszwecke wie der Scientology-Gründer Ron Hubbard einen „Spektrograph“ genannten Messapparat zur Indoktrination. Dieses Gerät habe es 33 Meistern ermöglicht, die Aura und Schwingungen aller Kultmitglieder zu bilanzieren. Durch die tiefenpsychologischen Manipulationstechniken der Sektenleitung bildeten sich kollektive Wahnvorstellungen, Realitätsverluste, Bewusstseinsstörungen und kindliche Paradiesvisionen heraus. Konditioniert durch die radikale Bewusstseinskontrolle wurden die Ordensanhänger in eine tödliche Scheinwelt, in die emotionale Regression und zusehends in eine Endzeitneurose getrieben.
Sozialleben und Kultus
Di Mambro herrschte wie ein Despot und regelte das Sozialleben aller Mitglieder. Die meisten gingen weiter ihrem Beruf nach. Viele Sonnentempler taten sich zu Wohngemeinschaften in meist exklusiven Villen und Landgütern zusammen. Man pflegte vier bis fünf Andachten mit Meditationen pro Tag, sonntags oft bis zu acht Stunden pro Treffen. Der Arbeitstag weniger privilegierter Mitglieder begann morgens um 4 Uhr, die Arbeitskraft wurde umfangreich ausgebeutet. Vermögende Leute wurden zu Geldspenden veranlasst, bis zum Ruin. Di Mambro trennte Ehepaare und Familien nach Gutdünken und arrangierte neue Ehen, indem er Mitglieder nach „mystischen“ Gesichtspunkten zu „kosmischen Paaren“ verkuppelte. Die Angst vor Unreinheit wurde zielbewusst geschürt, zahlreiche Waschungen waren Pflicht, man musste sich gegen Erdstrahlen und sonstige Strahlungen schützen und strikte Nahrungstabus beachten.

### Radikalisierungsphase

#### Die Großmeister geben sich als okkulte „Übermenschen“ aus
Zwischen 1979 und 1981 übernahmen Luc Jouret und Joseph Di Mambro die Führung des Sonnentempler-Ordens. Beide beanspruchten eine „gottähnliche“ Position für sich und umgaben sich mit dem Nimbus, okkulte „Übermenschen“ zu sein. So galt der Homöopath Jouret als „Wunderheiler“, und Di Mambro stellte sich als Großmeister des Sonnentempler-Ordens mit magischen Vermögen dar und inszenierte sich als Wiedergeburt von Osiris, Moses und eines mittelalterlichen Rittermönches. Jouret entfaltete eine rege Propaganda- und Vortragstätigkeit, meist zu Gesundheitsthemen. Er trat als Heiler auf, der nach Erfolg Dankbarkeit einforderte. Di Mambro wirkte als der geheimnisvolle Großmeister mit magischen Fähigkeiten, der das Schwert Excalibur führte bzw. durch ein anderes mittelalterliches Ritterschwert kosmische Kräfte leitete.

#### Lehre und Bezug zur Theosophie und spiritistischen Rosenkreuzer-Ideen
Die Schriften Di Mambros zeigen Entsprechungen zu den theosophischen Schulen von Alice Ann Bailey und Annie Besant. Die Sonnentempler bezogen ihre Weltanschauung aus allen möglichen esoterischen, religiösen und okkulten Quellen, vor allem aber aus der modernen Theosophie der Okkultistin Helena Blavatsky und derselben elitären rosenkreuzerlerischen Richtung, die behauptet, ein exklusives Wissen einer tatsächlich existierenden, aber eben „unsichtbaren“ geheimen „Rosenkreuzer-Bruderschaft“ zu besitzen, als deren irdische Repräsentanten man sich verstand. Von Blavatsky entlehnte man die Idee von einer „Weißen Bruderschaft“, einem Kreis astral „Aufgestiegener Meister“, die gemäß Di Mambro in der eigentlichen Befehlszentrale der Sonnentempler in Zürich und auf dem Stern Sirius ihren Sitz hätten. Di Mambro und Jouret bezeichneten sich mehrfach als Inkarnationen „Aufgestiegener Meister“, darunter Jesus und Moses.
Die synkretistische Doktrin der Sonnentempler wurde von Jouret und Di Mambro zusammengestellt. Sie resultiert aus apokalyptischen Sonderlehren und Radikalisierungen, die zum Teil den Mythos bilden, der sich theoretisch an denselben Rezeptionsstrang von Rosenkreuzer-Ideen anlehnt, in denen namentlich die (wiederum unsichtbaren) „Älteren Brüder des Rosenkreuzes“, als Teil einer überirdischen Bruderschaft, genannt werden.
In den Manifesten der Sonnentempler wurde ein esoterischer Bezug zur Cheops-Pyramide von Gizeh, zu einer großen unsichtbaren weißen Bruderschaft, zum Heiligen Gral und zur Artussage hergestellt und zu einer Mischung aus mittelalterlichem Mysterienglauben, Gralschristentum, Astrologie, New Age, Wiedergeburtsanschauungen und Naturreligion ausgebaut. Jedes Mitglied wurde als Reinkarnation einer historischen oder legendären Persönlichkeit definiert, die eine alte Schuld abzutragen hätte oder eine Funktion für die weitere Heilsgeschichte habe. Di Mambro euphorisierte die Mitglieder, indem er ihnen offenbarte, welche bedeutenden Persönlichkeiten sie in früheren Leben gewesen seien; darunter befanden sich die Pharaonin Hatschepsut, die Königin von Atlantis und die biblische Gestalt Josua.

#### Apokalyptische Heilslehre
Die apokalyptische Ausrichtung auf die Heilslehre Di Mambros verstärkte sich, je näher das Millennium kam. Kündigte Di Mambro den Kultmitgliedern dank ihrer spirituellen Lebensweise ursprünglich einen friedlichen Endzeit-Übergang in ein mystisches Paradies an, den sie in irdischer Gestalt erleben würden, änderten sich die Endzeitvisionen in den 1990er-Jahren radikal: Zunehmend wurde das Bewusstsein der Ordensmitglieder nun von Verfolgungsängsten geprägt. Wer spirituell genügend entwickelt sei, würde dem Plan der unsichtbaren Hierarchie gehorchend die Erde freiwillig verlassen, um in die absolute Dimension der Wahrheit im christlichen Feuer einzutreten, und dem Schicksal der Zerstörung der verdorbenen Welt so entgehen.
Di Mambro hatte mit seiner Geliebten eine Tochter namens Emanuelle, die als „kosmisches Kind“ zum Avatar oder Messias erzogen werden sollte. Sie wuchs völlig isoliert auf, niemand außer dem Kindermädchen Nicky Dutoit durfte auch nur in ihre Nähe kommen. Als ihr Antipode wurde später ein kleiner Junge betrachtet, der als „Antichrist“ galt.

#### Spiritistische Hochstapeleien und Taschenspielertricks
Di Mambros Tochter Elie, die später bei den Massakern ums Leben kam, berichtete öffentlich von den „Taschenspielertricks“, mit denen ihr Vater seinen Anhängern seine übersinnlichen Fähigkeiten vorgaukelte. Diese Betrügereien und Tricks wurden kurz darauf von Antoine Dutoit, dem engsten Vertrauten Di Mambros, bestätigt. So schlug der Kultführer seine Anhänger regelmäßig bei den Ritualen im verdunkelten Sanktuarium mit Trickinstallationen in seinen Bann. Wurden Ordensleute initiiert, ließ er „leibhaftige“ Astralmeister erscheinen. Dabei zeigte er sich mit einem Schwert, das einst König Artus gehört haben soll, aus dessen Klinge er mit versteckten elektronischen Vorrichtungen Blitze zucken ließ. Unter seiner schwarzen Zeremonialkutte trug der Sektenchef eine Fernbedienung, mit der er heimlich automatische Türen öffnen und Blitze auslösen konnte. Den Heiligen Gral konnte er per Knopfdruck auf einem Hügel erscheinen lassen.

### Weltverachtung und Verbrechen
Gegen Di Mambro liefen Ermittlungen wegen Betrugs, gegen Jouret wegen Waffenhandels. Beide lehrten seit langem: „Der Tod existiert nicht, er ist nur eine Illusion.“ Basierend auf dieser Glaubensgrundlage wurde die Strategie, den Weltuntergang zu überstehen, nun fundamental geändert.

#### „Transit zum Sirius“
1994 eskalierte die Lehre in der Absicht, nach einem kollektiven Tod im Sternensystem Sirius wiedergeboren zu werden, um dort eine neue Menschheit zu begründen.

#### Ausrufung der „Rosenkreuzer-Allianz“ und Ankündigung einer „Rosenkreuzer-Reise“
1991 rief der „harte Kern“ des Sonnentempler-Ordens die so genannte „Rosenkreuzer-Allianz“ aus. 1994 kündigte der Schweizer Dirigent Michel Tabachnik während eines Vortrages in Grenoble an, dass die (Sonnentempler)-Rosenkreuzer demnächst eine „Reise“ antreten werden. Bereits 10 Tage später wurden die Leichen von 53 Sonnentemplern in der Schweiz und in Kanada geborgen.

### Vier Massaker 1994, 1995 und 1997
1994, 1995 und 1997 kamen insgesamt 74 Sonnentempler bei kollektiven Mord- und Suizid-Aktionen ums Leben, teils betäubt und erschossen, teils vergiftet, teils durch eigene Hand. Die juristischen Tatbestände lauteten Mord, Tötung auf Verlangen und Selbsttötung. Nach dem Tod der beiden Sektenführer Di Mambro und Jouret wurde Tabachnik, dessen Ehefrau bei den „Selbstmorden“ von 1994 ums Leben kam, verdächtigt, der neue Großmeister der Sonnentempler zu sein.

#### Ermordung des als „Antichristen“ deklarierten Babys und seiner Eltern (Massaker 1 am 30. September 1994)
Auslöser des Dramas war eine Lappalie: der Vorname eines Neugeborenen. Das Ehepaar Nicky und Antoine Dutoit, das sich in Kanada um die beiden Häuser von Jouret und Di Mambro kümmerte, taufte im Juli 1994 seinen Sohn auf den Namen Christopher Emmanuel. Das erzürnte den Kultführer Di Mambro, dessen mit seiner Geliebten Dominique Bellaton (36) angeblich mystisch gezeugte Tochter Emmanuelle als kosmisches Kind galt, dem sich Außenstehende, außer Nicky, maximal auf 10 Meter nähern durften, um ihre Aura nicht zu stören. Zuvor kamen die Dutoits den Hochstapler-Tricks und heimlichen Lichteffekten der spirituellen Superwelt Di Mambros auf die Schliche. Daraufhin verkündete Di Mambro, das Baby Christopher Emmanuel sei der Antichrist, der die spirituelle Zukunft des Ordens gefährde, und schickte den Schweizer Joel Eggers (35) zusammen mit Dominique Bellaton am 29. September 1994 von Zürich nach Montreal, um die Familie Dutoit zu ermorden.
Im kanadischen Sektenzentrum in der Stadt Morin Heights wurde dann am 30. September 1994 der Hausmeister Antoine Dutoit von Joel Eggers mit 50 Messerstichen ermordet – die 50 Sektenanhänger symbolisierend, die auf Geheiß Di Mambros sterben sollten. Mit acht Messerstichen – Symbol für die acht Gesetze der Sonnentempler – brachte Dominique Bellaton Dutoits Ehefrau Nicky um. Anschließend erstach sie den zum „Antichristen“ erklärten drei Monate alten Sohn Christopher Emmanuel der Dutoits mit sechs Messerstichen und durchbohrte dabei sein Herz mehrfach. Eggers und Bellaton flogen zurück in die Schweiz, und zwei andere in Kanada lebende Sonnentempler beseitigten alle Spuren des Ritualmordes und versteckten die Leichen in einem Schrank. In der Nacht zum 4. Oktober 1994 nahmen diese beiden Helfer Benzodiazepine ein und setzten das Anwesen mit einem Zeitzünder in Brand. Beide kamen in den Flammen um.

#### Massaker 2 am 5. und 6. Oktober 1994
In der Nacht zum 5. Oktober 1994 kamen bei Morden und Selbstmorden insgesamt 48 Mitglieder der Sonnentempler ums Leben. Die Obduktion ergab, dass davon 15 Menschen Selbstmord begingen, sieben als „Verräter“ hingerichtet wurden und man dem Rest beim Sterben „half“.

In einem Gehöft der Ortschaft Cheiry im Schweizer Kanton Freiburg, etwa 15 Kilometer westlich von Yverdon-les-Bains, fand die Freiwillige Feuerwehr 23 in goldene und weiße Kultgewänder gehüllte Tote, 18 von ihnen kreisförmig ausgerichtet, als symbolisierten sie Sonnenstrahlen. Die Leichen, darunter Tabachniks erste Frau, lagen in einer Art Kapelle mit Spiegelwänden und leuchtendroten Stoffbahnen unter einem Christusgemälde. Einige Köpfe waren in Müllsäcke gehüllt, andere trugen Talare.
Jouret und Di Mambro fuhren nach dem Massaker in Cheiry nach Granges-sur-Salvan im Schweizer Kanton Wallis, etwa 50 Kilometer südlich von Montreux, wo drei Stunden später ein Chalet brannte. Am Morgen des 6. Oktober fand die Feuerwehr in den Trümmern die verkohlten Überreste von 25 Menschen, darunter fünf Kinder und die Führungsriege um Jouret und Di Mambro, sein „kosmisches Kind“ Emmanuelle und dessen schweizerische Mutter Dominique Bellaton. Das ehemalige Mitglied Thierry Huguenin warnte vor weiteren Massakern bei den Sonnentemplern.
Geschäftsmann und Profigolfer Patrick Vuarnet († 16. Dezember 1995), dessen Vater, der frühere Olympiasieger im Skirennlauf 1960 Jean Vuarnet, um die Verstrickung seines Sohns und seiner eigenen Frau in die apokalyptisch ausgerichtete Sonnentemplersekte wusste, überbrachte den letzten Vermächtnisbrief der „Auserwählten“ Jouret und Di Mambro an den französischen Innenminister Charles Pasqua. Darin hieß es: „Sie sollen wissen, dass wir dort, wo wir sein werden, immer die Arme nach denen ausstrecken, die würdig sein werden, zu uns zu kommen.“

#### Verhaftungen und Kritik an den Ermittlungen in der Schweiz
In der Schweiz, in Frankreich und Kanada begannen Untersuchungen. Drei Sonnentempler, die man am Tag vor dem Chaletfeuer in Granges-sur Salvan gesichtet hatte, wurden verhaftet: Patrick Vuarnet und die zwei französischen Gendarmen Jean-Pierre Lardanchet und Patrick Rostand. Der Untersuchungsrichter Piller sah jedoch keinen hinreichenden Grund für einen Haftbefehl, setzte das Trio wieder auf freien Fuß und begründete später: „Nichts, absolut nichts deutete darauf hin, dass Sektenmitglieder, die ich verhört hatte, die Fackel aufnehmen und ein neues Massaker veranstalten würden.“ Das erwies sich als Fehleinschätzung. Der Anwalt der Nebenkläger, Jacques Barillon, kritisierte, dass Lardanchet nicht zumindest überwacht und abgehört worden sei, was die Massaker im Folgejahr möglicherweise verhindert hätte, und warf den Schweizer Ermittlungsbehörden eine Fehldiagnose vor.

#### Massaker 3 am 15.–16. Dezember 1995
Am 23. Dezember 1995 wurden 30 Kilometer südwestlich von Grenoble bei Saint-Pierre-de-Chérennes auf einem Hangplateau (nahe des sogenannten Puits de l’Enfer, deutsch „Höllenbrunnen“) 16 verkohlte Leichen gefunden, die kreisförmig – wie die Speichen eines Rades – angeordnet waren. Dabei zeigten die Füße der Todeskandidaten auf einen Scheiterhaufen in der Mitte. Gerichtsmediziner hatten festgestellt, dass 14 der Opfer, wie in Cheiry, ein Betäubungsmittel injiziert wurde, bevor sie mit Kopfschüssen getötet und angezündet wurden. Die Leichen der beiden Gruppenführer lagen abseits und in ihrer Nähe die für die Tat verwendeten zwei Pistolen. Die Tat war in der Nacht vom 15. auf den 16. Dezember 1995 verübt worden. Selbst die Verteidigung widersprach der Feststellung der Staatsanwaltschaft nicht, dass die Sektenanhänger zum Teil ermordet wurden. Der Oberstaatsanwalt von Grenoble teilte mit, dass die elf Sonnentempler und drei Kinder von dem Polizisten Jean-Pierre Lardanchet und einem Gehilfen erschossen wurden. Den Opfern wurden schwarze Plastiktüten über den Kopf gezogen. Danach übergossen sich die beiden Täter mit einem Brandbeschleuniger und erschossen sich mit den Dienstpistolen der Polizisten. Das gerichtsmedizinische Institut bezeichnete den von den Sonnentemplern bizarr „Transit“ genannten Massenmord als „rituelles Blutbad“. Lardanchets zwei Töchter befanden sich unter den 16 Toten.

#### Massaker 4 am 22. März 1997
Am 22. März 1997 wurden nach einem Brandalarm in einem brennenden Landhaus in Saint-Casimir (Québec/Kanada) fünf Leichen von der Feuerwehr geborgen. Aus einem Nebenhaus entkamen drei Jugendliche, die man unter Drogen gesetzt hatte. Das gerettete Mädchen und die beiden Jungen im Alter von 13, 14 und 16 Jahren berichteten, dass sich ihre Eltern zusammen mit drei weiteren Sonnentemplern auf die Reise zum Planeten Sirius gemacht hätten und dies bereits ihr zweiter Versuch war, da es beim ersten „Transit“ zu Pannen gekommen sei. Die Eltern gingen in den Tod, ohne die Fürsorge ihrer zuvor betäubten Kinder geregelt zu haben. Auch dieses letzte Kultdrama wurde rituell inszeniert: Die fünf Sonnentempler kamen zu Frühlingsbeginn am Tag der Tagundnachtgleiche ums Leben und setzten das Haus durch einen Zeitzünder in Brand.

#### „Testament des Rosenkreuzes“
Die Mitglieder hinterließen der schockierten Weltöffentlichkeit testamentarische Presseerklärungen, Manifeste und zwei Videokassetten, die mit dem Titel „Testament des Rosenkreuzes“ beschriftet waren und auf denen die bei den kollektiven Mord- und Selbstmord-Aktionen ums Leben gekommenen Sonnentempler die Botschaft aufdruckten: „Wir, treue Diener des Rosenkreuzes, erklären: So wie wir eines Tages verschwunden sind, werden wir wiederkehren […], denn das Rosenkreuz ist unsterblich […]. Gleich ihm sind wir von jeher und auf immer.“

### Ermittlungen nach den Massakern und Prozess
Die Ermittlungsbehörden konnten nachweisen, dass von den 53 in Kanada und der Schweiz umgekommenen Sonnentemplern 38 ermordet wurden. In allen Leichen fand die Gerichtsmedizin Morphin und das Pflanzengift Kurare. Die Todesschützen und die Täter, die die Narkosespritzen verabreicht hatten, konnten nicht ermittelt werden. Oberstaatsanwalt Lorans sprach von unbekannten Drahtziehern im Hintergrund und von potentiellen Auftraggebern für weitere Templer-Morde und ließ nach drei Mercedes-Limousinen mit schweizerischen Kennzeichen, die in der Nähe des Tatorts gesehen worden waren, fahnden. Nach den Ritualmorden der Sonnentempler wurde Michel Tabachnik, ein bekannter Dirigent mit schweizerischem und französischem Pass, verdächtigt, der neue Großmeister der Sonnentempler zu sein, was er bestritt. Tabachnik wurde wegen der Mitgliedschaft in einer kriminellen Vereinigung angeklagt, aber mangels Beweisen freigesprochen.

#### Verhaftung und Anklage 2001
Am 11. Juni 1996 wurde Michel Tabachnik in Nanterre bei Paris verhaftet und 2001 vor dem Strafgericht in Grenoble wegen der Mitgliedschaft in einer kriminellen Vereinigung angeklagt. Der Staatsanwalt hatte fünf Jahre Gefängnis ohne Bewährung gefordert, der Verteidiger auf Freispruch plädiert. Er war als Theoretiker der Sekte und die „Nummer drei“ in deren Hierarchie eingestuft worden. Da ihm eine Mitverantwortung für die Sektenmassaker aus Mangel an Beweisen nicht nachgewiesen werden konnte, wurde er am 25. Juni 2001 in der ersten Instanz freigesprochen. Konkret ging es bei diesem Prozess um die Ritualmorde zwischen 1994 und 1997, bei denen insgesamt 74 Sektenmitglieder ums Leben kamen, wobei die Staatsanwaltschaft Tabachnik die Mitverantwortung für alle 74 Ritualmorde vorgeworfen hatte.

#### Berufungsverfahren 2006
Erneute Untersuchungen der Opfer von 1995 sollen ungewöhnlich hohe Phosphorwerte in den Leichen ergeben haben. Alain Vuarnet, ein Sohn von Jean und Edith Vuarnet, schloss daraus, die Sonnentempler seien mit Flammenwerfern ermordet worden, und erwirkte zusammen mit der Staatsanwaltschaft einen Berufungsprozess gegen Tabachnik.
2006 eröffnete die Staatsanwaltschaft in Grenoble das Berufungsverfahren und bezichtigte Tabachnik, in seinen Schriften zu einem „Flug zum Sirius“, also zum Selbstmord, aufgerufen zu haben, womit er eine „tödliche Dynamik“ bei den Sonnentemplern entfacht habe. Konkret ging es in diesem Verfahren um die Ritualmorde von 16 Sonnentemplern, darunter drei Kinder, im Dezember 1995 im nahe Grenoble gelegenen Vercors-Massiv. Die Verteidigung widersprach der Feststellung der Staatsanwaltschaft nicht, dass die Sektenanhänger zum Teil ermordet wurden. Auch das Berufungsgericht sprach Tabachnik von der Anklage wegen Beteiligung an einer kriminellen Vereinigung frei.

## Verschwörungstheorien in den Medien
Das deutsche Magazin Stern publizierte bereits im Januar 1996 einen Artikel, der die Sonnentempler in Zusammenhang mit einem „Netz von konspirativen Verbindungen“ sah. Seit 1970 sei der esoterische Orden vom rechtsradikalen Geheimbund Service d'Action Civique (SAC) unterwandert worden. Der Stern zitierte Massimo Introvigne, es sei wahrscheinlich, dass der O.T.S. eine religiös bemäntelte Tarnorganisation von Rechtsextremen gewesen sei. Als die Sonnentempler außer Kontrolle gerieten, habe man rücksichtslos die Abtrünnigen eliminiert.
Die britischen Journalisten David Carr-Brown und David Cohen stellten Verbindungen zwischen der Gruppe und folgenden Personen her:
- Jean-Louis Marsan († August 1982), Schulfreund und Finanzberater Fürst Rainiers von Monaco
- Fürstin Gracia Patricia von Monaco (Grace Kelly, † 14. September 1982)
- Colette Deréal, französische Sängerin, Freundin von Gracia

Marsan soll Mitte 1982 Fürstin Gracia zu Luc Jouret für eine Behandlung gebracht haben, die aus Akupunktur und etlichen eher dubiosen Praktiken bestanden haben soll. Jouret soll dafür 20 Millionen Franc verlangt, aber nicht erhalten haben. Die Fürstin sei dann bei einem mysteriösen Autounfall ums Leben gekommen. Ein Film von Carr-Brown und Cohen wurde 1997 auf Channel 4 in Großbritannien ausgestrahlt und rief Empörung bei der internationalen Regenbogenpresse hervor, die das Andenken von Grace Kelly beschmutzt sah. Verschwörungstheorien trieben ihre Blüten: Erst wollte man die Grimaldis vor dem Volk unglaubwürdig machen, dann Monaco in die Arme Frankreichs treiben. In Deutschland griffen die seriösen Medien die Nachricht nicht auf.

## Personen, die im Zusammenhang mit den Sonnentemplern genannt wurden
- Joseph Di Mambro (* 19. August 1924 in Pont-St.-Esprit/Südfrankreich; † 5. Oktober 1994 in Cheiry), Anführer. Di Mambro war ein Finanzjongleur, der sich zeitweise als Psychologe ausgab. 1971 klagte man ihn in Nîmes wegen Betrugs an. Bald darauf gründete er das „Zentrum für die Vorbereitung des Neuen Zeitalters“ in Annemasse, nahe der Schweizer Grenze. Ärger mit den Steuerbehörden in Frankreich veranlasste ihn, in der Schweiz und Kanada aktiv zu werden.
- Luc Jouret (* 18. Oktober 1947 in Belgisch-Kongo/Zaire; † 5. Oktober 1994 in Cheiry), Sekten-Oberhaupt. Jouret studierte an der Freien Universität Brüssel Medizin, besuchte aber auch philippinische Geistheiler. Jouret praktizierte als Homöopath und Wunderheiler in Leglise (Belgien), später in Annemasse (Frankreich). 1986 zog er nach Genf um. Mit seiner geschliffenen Rhetorik warb er über seine Vorträge Mitglieder an. Zum Teil trat Jouret als „neuer Christus“ auf.
- Michel Tabachnik, ein bekannter Dirigent und Komponist, dessen Ehefrau bei dem Massaker von 1994 ums Leben kam.[14]
- Rose-Marie Opplinger verklagte O.T.S. 1989 wegen 600.000 Franken, die aus dem Verkauf eines Grundstücks durch ihren Mann stammten. Sie erhielt 1993 150.000 Dollar Schadensersatz zugesprochen.
- Albert Giacobino († 5. Oktober 1994), ein Bauer, der Land verkaufte und an die Sonnentempler große Summen zahlte, aber dann aussteigen wollte; Besitzer des Hauses in Cheiry.
- Camille Pilet, Verkaufsleiter einer Uhrenfabrik, starb 1994.
- Robert Ostigny, Bürgermeister von Richelieu, starb 1994 mit seiner Frau Françoise.
- Édith Vuarnet, geborene Bonlieu († 16. Dezember 1995), ehemalige Skirennläuferin, Gattin des Fabrikanten und ehemaligen Skisportlers Jean Vuarnet, der 1960 in Squaw Valley zwei olympische Goldmedaillen gewonnen hatte.
- Patrick Vuarnet († 16. Dezember 1995), Geschäftsmann und Profigolfer, Sohn von Édith und Jean Vuarnet. Er leitete Vermächtnisbriefe von Jouret und Di Mambro an den französischen Innenminister Charles Pasqua weiter.

## Dokumentationen
- Felice Zenoni: Das Sonnentempler-Drama. Video in: DOK, SRF 1 vom 3. Juli 2013 (teilweise Schweizerdeutsch, 44 min) (Youtube)
- Bruno Joucla: Im Bann der Sonnentempler (L’Ordre du Temple Solaire), vierteilige Dokumentation von What’s Up Films 2022; 13. Dezember 2022 auf ZDFinfo
- Pierre Morath, Eric Lemasson: Die Bruderschaft – Die Geheimnisse der Sonnentempler (La Fraternité), vierteilige Dokumentation auf playsuisse.ch online Stream, 2023